# Barsjön, Uppland
Barsjön är en sjö i Norrtälje kommun i Uppland och ingår i Norrtäljeån-Åkerströms kustområde. Sjön är 11,5 meter djup, har en yta på 0,035 kvadratkilometer och är belägen 47 meter över havet.